# 치포틀레고추

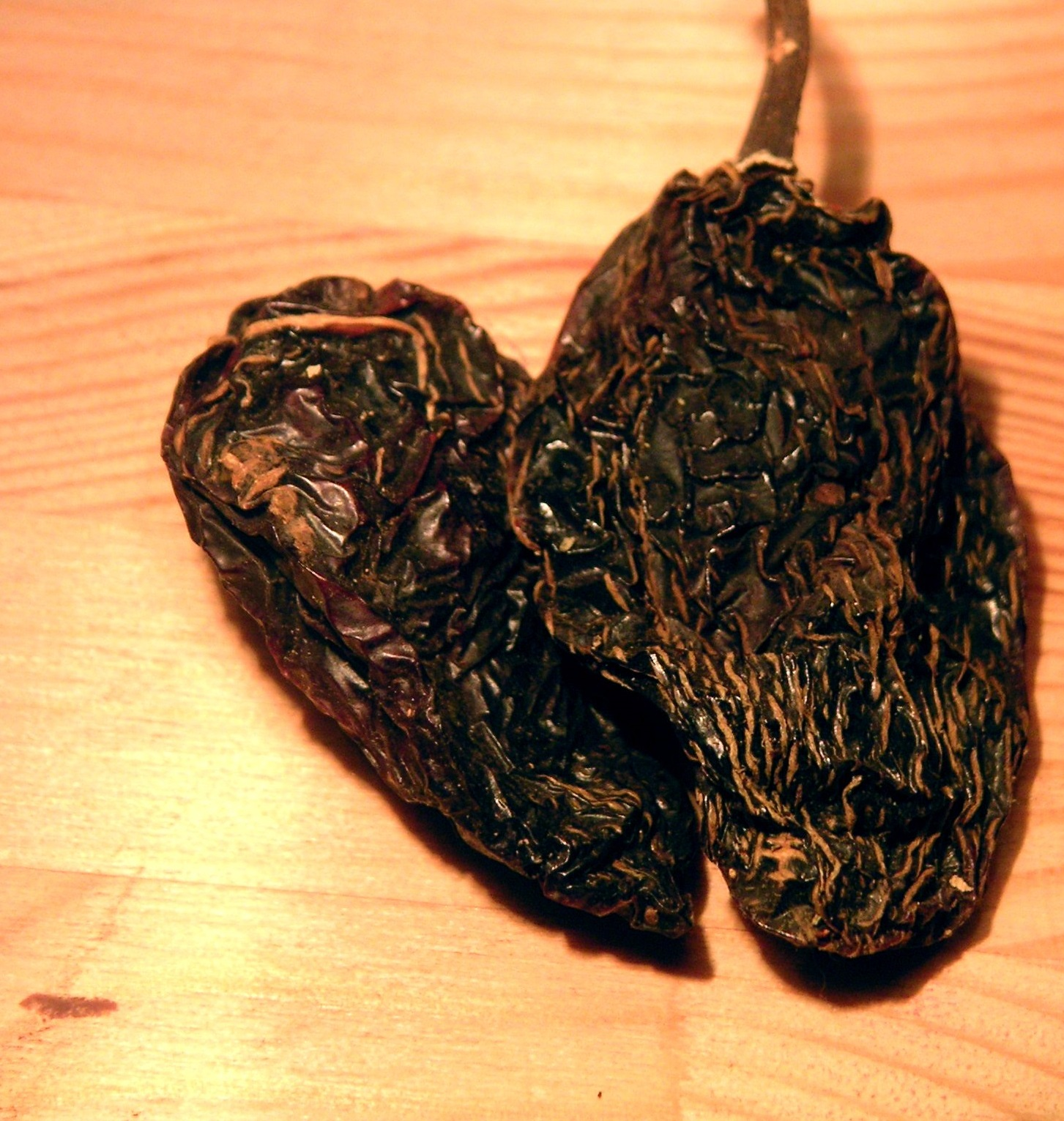
치포틀레.

치포틀레고추(스페인어: chile chipotle 칠레 치포틀레[*])는 훈제된 고추를 뜻하는 나우아틀어 낱말 chilpoctli에서 비롯된 것으로, 훈제·건조된 할라페뇨고추이다. 멕시코식 미국 요리, 텍스멕스, 미국 남서부 요리와 같이 멕시코 및 멕시코의 영향을 받은 요리에 주로 사용되는 고추이다.
치포틀레의 매운 정도는 에스플레트고추, 할라페뇨고추, 과히요고추, 헝가리왁스고추, 안하임고추, 타바스코고추와 비슷하다.

## 같이 보기
- 할라페뇨고추
- 미국의 음식 체인점 치포틀레.